# Насадження ялівцю (Черкаський район)
Насадження ялівцю — ботанічна пам'ятка природи місцевого значення. Об'єкт розташований на території Черкаського району Черкаської області, квартал 147 виділ 13 Руськополянського лісництва.
Площа — 23 га, статус отриманий у 1983 році.